# 追加入試
追加入試（ついかにゅうし）とは教育機関において行われる入学試験の一形態。多くの学校の場合、追加入試といえば予定されていた入学試験の全日程が終了したにもかかわらず、入学手続き者の人数が募集人数に満たない定員割れであるということが実施までの経緯となっている。大阪府立春日丘高等学校定時制のように入学試験の開始から五時間後の入学式開始までに採点や合格発表などといった様々な業務が行われた所や、私立歯科大学定員割れ問題の該当校などのように入学式終了後の日を追加入試の日程と定めた特異な所も存在する。
なお、感染症の蔓延などの災害が原因で受験できなかった者を救済するために追加入試を実施している場合もあり、進学校や名門大学にも実施例がある。